# Josep Albertí Morey
Josep Albertí Morey (Capdepera, 8 de juny de 1950). És un poeta, dramaturg, membre fundador del Taller Llunàtic i armador de barques de bou.

## Premis
- 1970 Premi Blanquerna de Manacor de poesia per Modus Vivendi.
- 1976 Premi Ciutat de Granollers de teatre per D'un blau brut com el que pren la pell per contusió.

## Obra
- 1971 Modus vivendi (Edició finançada per "Majorica Heusche"). Palma.
- 1972 Poesia 72 (amb Damià Huguet i Bernat Nadal, amb tres retrats de Blai Bonet.)Llibres Turmeda. Palma.
- 1974	Aliorna. Edicions El Mall. Barcelona.
- 1976 D'un blau brut com el que pren la pell per contusió. Inèdit.
- 1977	Era plena de canoes. Editorial Guaret. Campos (Mallorca)
- 1979	Poemes d'aire condicionat.[Dins "Lesions"]
- 1980	Cutis.[Dins "Lesions"]
- 1982	Lesions. Bo Derek Editora. Palma.
- 1986 La vida pornogràfica de Jesucrist: Boixar porcs (amb Tomeu Cabot). Taller Llunàtic.
- 1995 Nimfomania (amb Tomeu Cabot). Taller Llunàtic.
- 1998 Sabó fluix de camp de concentració (amb Tomeu Cabot). Taller Llunàtic.
- 2001 El gegantisme cerebral de Taller Llunàtic, amb Tomeu Cabot. Taller Llunàtic. [Dins internet]
- 2006 Robot Munyidor [dins www.tallerllunatic.blogspot.com]
- 2006 Tres textos d'apologia del jo [dins www.tallerllunatic.blogspot.com]